# James Dunwoody Bulloch
Pour les articles homonymes, voir Bulloch.
James Dunwoody Bulloch (né près de Savannah (Géorgie) le 25 juin 1823 - 7 janvier 1901) fut un espion confédéré durant la Guerre de Sécession.
Irvine Bulloch (en), le demi-frère de Bulloch, était un officier naval confédéré, et sa demi-sœur Martha Roosevelt était la mère du Président des États-Unis Théodore Roosevelt, et la grand-mère paternelle de la Première Dame Eleanor Roosevelt.